# Fabienne Nadarajah

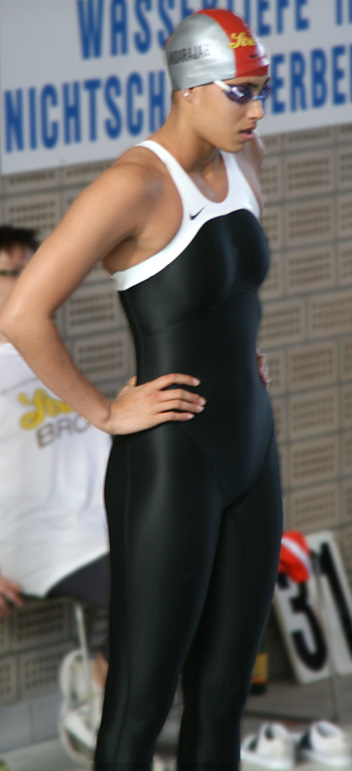
Fabienne Nadarajah in Wien beim 19. Int. Austria-Meeting, 2008

Fabienne Melzer-Nadarajah (* 10. Juni 1985 in Wien als Fabienne Nadarajah) ist eine ehemalige österreichische Schwimmsportlerin.

## Werdegang
Als Tochter von Helga und dem gebürtigen Tamilen Sivabala Nadarajah wuchs sie in einer sportbegeisterten Familie auf. Sie besuchte die Handelsschule für Leistungssport in Wien. Durch ihre ältere Schwester Dominique kam sie schon früh zum Schwimmsport, wechselte aber im Alter von zwölf Jahren die Sportart und begann Tennis und Cricket zu spielen. Im Cricket, ihr Vater war in den 1980er-Jahren maßgeblich an der Etablierung dieses Sports in Österreich beteiligt, wurde sie mit der U-15 Nationalmannschaft Vizeeuropameisterin. Im Jahr 2000 kehrte sie als 15-Jährige wieder zum Schwimmsport zurück. Nach mehreren Jahren Trainings beim SVS Schwechat war sie seit September 2011 im von ihrer Schwester gegründeten SC Nadarajah.
Da ihre stärksten Disziplinen, die 50 m Schmetterling und 50 m Rücken, im Rahmen Olympischer Sommerspiele nicht geschwommen werden, trainierte sie in den Saisonen 2004 und 2008 vor allem für die 50 m Freistil-Strecke, verpasste die Qualifikation für die Olympischen Sommerspiele in Athen bzw. in Peking aber jeweils knapp.
Über den Österreichischen Schwimmverband gab sie am 10. Mai 2014 ihren Rücktritt vom Wettkampfsport bekannt. In Zukunft wird sie bei ihrem bisherigen Sponsor Ströck im kaufmännischen Bereich tätig sein und als Nachwuchsbetreuerin im Schwimmclub ihrer Schwester im Schwimmsport aktiv bleiben.

## Privates
Von 2006 bis Februar 2008 war Nadarajah mit dem Fußballspieler Roland Linz liiert.

Seit 2015 ist sie mit dem Tennisspieler Jürgen Melzer zusammen, die beiden heirateten im September 2016 und wurden im März 2017 Eltern eines Sohnes.

## Erfolge
Schwimmweltmeisterschaften
- Montréal 2005: 50 m Schmetterling – 4. Platz
- Melbourne 2007: 50 m Schmetterling – 6. Platz

Kurzbahnweltmeisterschaften
- Shanghai 2006: 50 m Schmetterling – 2. Platz

Schwimmeuropameisterschaften
- Berlin 2002: 50 m Schmetterling – 6. Platz, 50 m Rücken – 6. Platz

Kurzbahneuropameisterschaften
- Dublin 2003: 50 m Schmetterling – 3. Platz
- Wien 2004: 50 m Schmetterling – 3. Platz
- Triest 2005: 50 m Schmetterling – 3. Platz
- Debrecen 2007: 50 m Rücken – 3. Platz, 50 m Schmetterling – 4. Platz
- Rijeka 2008: 50 m Schmetterling – 5. Platz

Universiade
- Bangkok 2007: 50 m Schmetterling – 1. Platz

Österreichische Staatsmeisterschaften
- 2002: 5-fache Staatsmeisterin (50 m Freistil, 50 m Schmetterling, 100 m Rücken, 50 m Rücken, 4 × 100 m Lagen)
- 2003: 3-fache Staatsmeisterin (100 m Schmetterling, 50 m Schmetterling, 50 m Rücken)
- 2005: 6-fache Staatsmeisterin
- 2006: 6-fache Staatsmeisterin (50 m Freistil, 50 m Schmetterling, 100 m Schmetterling, 100 m Rücken, 4 × 50 m Freistil, 4 × 50 m Lagen)
- 2007: 3-fache Staatsmeisterin (50 m Freistil, 50 m Schmetterling, 50 m Rücken)
- 2008: 3-fache Staatsmeisterin (50 m Freistil, 50 m Schmetterling, 50 m Rücken)

Turnier der Nationen in Wien (Kurzbahn)
- 2001: 50 m Rücken – 2. Platz, 50 m Schmetterling – 3. Platz
- 2003: 50 m Schmetterling – 1. Platz, 100 m Schmetterling – 1. Platz

## Rekorde
| Österreichische Rekorde (8)                                      | Österreichische Rekorde (8) | Österreichische Rekorde (8) | Österreichische Rekorde (8) |
| ---------------------------------------------------------------- | --------------------------- | --------------------------- | --------------------------- |
| 50 m Schmetterling                                               | 00:26,31 min                | 25. April 2009              | Wien                        |
| 50 m Rücken                                                      | 00:28,72 min                | 29. Juli 2009               | Rom                         |
| 50 m Schmetterling (Kurzbahn)                                    | 00:25,95 min                | 7. April 2006               | Shanghai                    |
| 50 m Rücken (Kurzbahn)                                           | 00:27,50 min                | 15. Dezember 2007           | Debrecen                    |
| 100 m Rücken (Kurzbahn)                                          | 01:01,72 min                | 11. März 2006               | Wiener Neustadt             |
| 4 × 50 m Freistil (Kurzbahn) (mit Svatunek, Demal und Krupicka)  | 01:46,66 min                | 11. März 2006               | Wiener Neustadt             |
| 4 × 100 m Freistil (Kurzbahn) (mit Svatunek, Demal und Krupicka) | 03:54,80 min                | 8. März 2003                | Wiener Neustadt             |
| 4 × 50 m Lagen (Kurzbahn) (mit Demal, Krupicka und Svatunek)     | 01:58,81 min                | 12. März 2006               | Wiener Neustadt             |
| (Stand: 29. Juli 2009)                                           |                             |                             |                             |